# Trekbalk

Steekspant met onder andere:
A = trekbalk op zoldervloerniveau
B = hanebalk of trekplaten

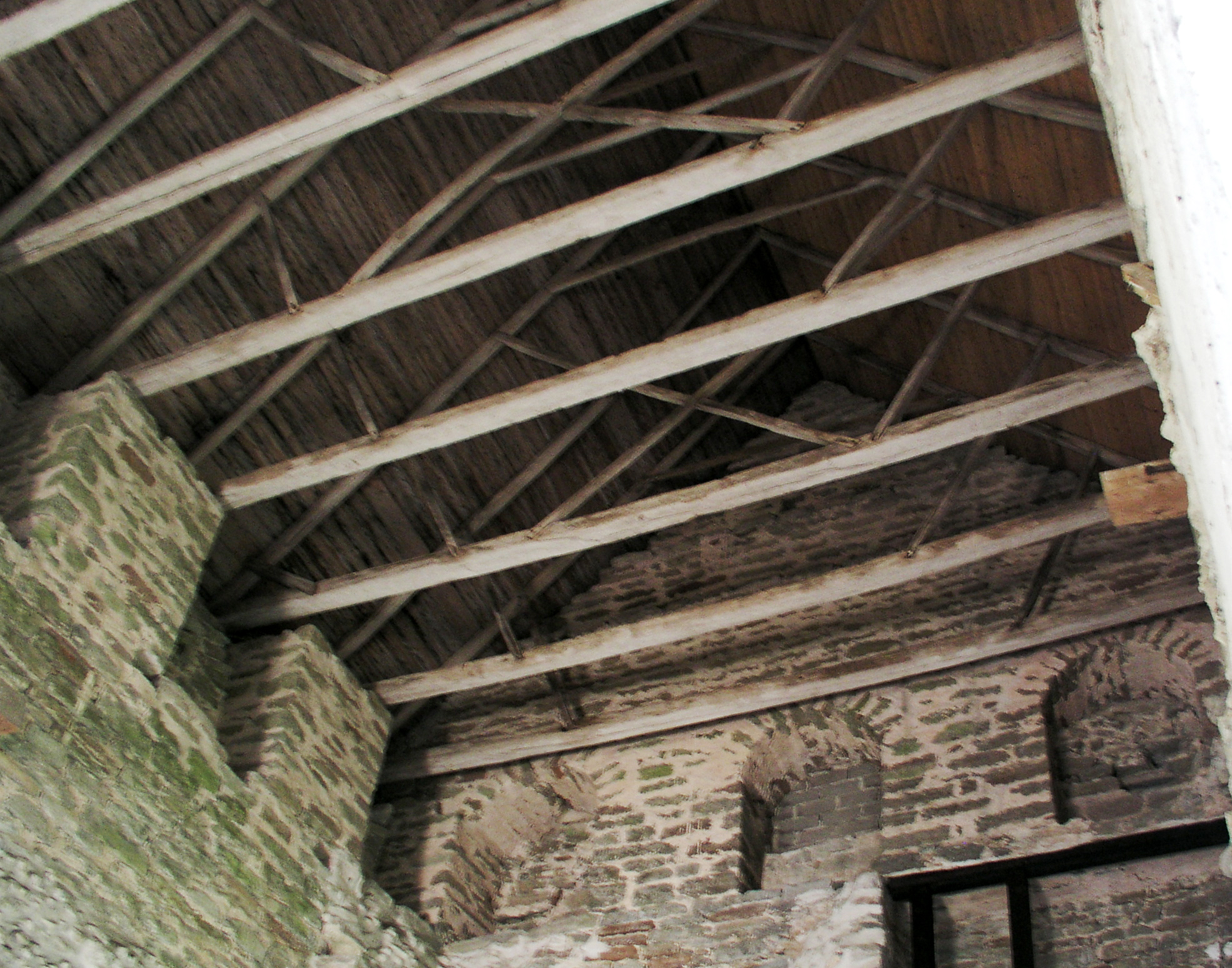
Trekbalken in een kerkgebouw (de horizontale balken)

Een trekbalk is een balk die ervoor dient om trek- en of spatkrachten op te nemen. Trekbalken kunnen van hout of staal zijn of een ander materiaal wat trekkrachten kan opnemen.
Indien nodig wordt een trekbalk aangebracht aan de basis van een gebint, kapconstructie of gewelf of bevindt zich aan de basis van een spantconstructie. Wanneer trekbalken zich niet op vloerniveau bevinden, worden ze hanenbalken genoemd.